# Tossal dels Montllats
El Tossal dels Montllats o Moleta del Tossal és una muntanya de 1.656 metres sobre el nivell del mar (msnm) situat entre els termes de Vilafranca (els Ports, País Valencià) i Mosquerola (Gúdar-Javalambre, Aragó). Es tracta del cim més elevat de la comarca dels Ports.
L'entorn de la muntanya ofereix una gran varietat de paisatges amb boscos de pinedes silvestres i d’alzines que s'intercalen en prats de muntanya, així com àrees de cultiu erms al Pla de Montllats on es troba el mas del mateix nom.